# أسل أصفر الغمد
أسل أصفر الغمد (الاسم العلمي: Juncus ochrocoleus) نوع نباتي يتبع جنس الأسل وينتمي إلى الفصيلة الأسلية.